# Mícheál Ó hUiginn
Mícheál Ó hUiginn (* 1942) ist ein ehemaliger irischer Politiker.
Ó hUiginn gehörte von 1964 bis 2004, als er in den Ruhestand ging, dem Stadtrat von Galway (Galway City Council) an. Während dieser Zeit war er insgesamt dreimal Bürgermeister der Stadt, von Juli 1972 bis Juni 1973, von Juli 1979 bis Juni 1980, sowie von Juli 1995 bis Juni 1996. Während seiner zweiten Amtszeit als Bürgermeister besuchte Papst Johannes Paul II., der sich auf einer Irlandreise befand, am 30. September 1979 die Stadt.
Ó hUiginn ist Direktor von Ó hUiginn Teoranta, Galway und Mitglied der Governing Authority der National University of Ireland, Galway. Am 27. Juni 2008 wurde ihm von der National University of Ireland, Galway die Ehrendoktorwürde Doctor of Laws verliehen. 